# 81e corps d'armée
Le 81e corps d'armée (en allemand : LXXXI. Armeekorps) était un corps d'armée de l'armée de terre allemande: la Heer au sein de la Wehrmacht pendant la Seconde Guerre mondiale.

## Hiérarchie des unités
| Nom          | Nbre d'hommes       | Unités subalternes                | Grade de commandement                 |
| ------------ | ------------------- | --------------------------------- | ------------------------------------- |
| Heeresgruppe | + 300 000           | 2 à + Armeen (Armées)             | Generaloberst ou Generalfeldmarschall |
| Armee        | + 100 000 - 300 000 | 2 à + Armeekorps (Corps d'armées) | General ou Generaloberst              |
| Armeekorps   | + 30 000 - 80 000   | 2 à + Divisionen (Division)       | Generalleutnant ou General            |
| Division     | + 10 000 – 20 000   | 2 à 6 Brigaden (Brigade)          | Generalmajor ou Generalleutnant       |
| Brigade      | + 3 000 – 5 000     | jusqu'à 3 Regimentern (Régiment)  | Oberst ou Generalmajor                |

## Historique
Le 81e corps d'armée allemand est formé le 28 mai 1942 en France à partir de l'Höheren Kommandos z.b.V. XXXII.
De avril 1942 à septembre 1944, son poste de commandement est au château de la Moissonnière à Canteleu.
Il est détruit dans la poche de la Ruhr le 16 avril 1945.

## Organisations

### Commandants successifs
| Date                                 | Grade                     | Commandant              |
| ------------------------------------ | ------------------------- | ----------------------- |
| 28 mai 1942 - 4 septembre 1944       | General der Panzertruppen | Adolf Kuntzen           |
| 4 septembre 1944 - 20 septembre 1944 | General der Infanterie    | Friedrich-August Schack |
| 21 septembre 1944 - 10 mars 1945     | General der Infanterie    | Friedrich Köchling      |
| 10 mars 1945 - 13 avril 1945         | Generalleutnant           | Ernst-Günther Baade     |

### Chef des Generalstabes
| Date                           | Grade        | Commandant    |
| ------------------------------ | ------------ | ------------- |
| 28 mai 1942 - 1er février 1944 | Generalmajor | Otto Zeltmann |
| 1er février 1944 - Avril 1945  | Oberst i.G.  | Rolf Wiese    |

### 1. Generalstabsoffizier (Ia)
| Date                               | Grade          | Commandant            |
| ---------------------------------- | -------------- | --------------------- |
| 28 mai 1942 - Janvier 1943         | Major i.G.     | Viktor Kolbe          |
| Janvier 1943 - Juin 1943           | Hauptmann i.G. | Gustav Baum           |
| Juin 1943 - 1er février 1944       | Major i.G.     | Dr. Heinrich Satorius |
| 1er février 1944 - 30 octobre 1944 | Major i.G.     | Heinz Schneider       |
| 30 octobre 1944 - Avril 1945       | Major i.G.     | Joachim Nowak         |

## Théâtres d'opérations
- France : Juin 1942 - Décembre 1944
- Front de l'Ouest et Poche de la Ruhr : Janvier 1945 - Avril 1945

### Rattachement d'Armées
| Date      | Armée          | Groupe d'Armées |
| --------- | -------------- | --------------- |
| 1942      |                |                 |
| Juin      | 15. Armee      | Heeresgruppe D  |
| 1943      |                |                 |
| Janvier   | 15. Armee      | Heeresgruppe D  |
| 1944      |                |                 |
| Janvier   | 15. Armee      | Heeresgruppe D  |
| Mai       | 15. Armee      | Heeresgruppe B  |
| Août      | 5. Panzerarmee | Heeresgruppe B  |
| Septembre | 7. Armee       | Heeresgruppe B  |
| Novembre  | 5. Panzerarmee | Heeresgruppe B  |
| 1945      |                |                 |
| Janvier   | 15. Armee      | Heeresgruppe B  |

### Unités subordonnées
24 juin 1942
- 302. Infanterie-Division
- 332. Infanterie-Division
- 711. Infanterie-Division

7 juillet 1943
- 348. Infanterie-Division
- 17. Luftwaffen-Feld-Division
- 711. Infanterie-Division

15 mai 1944
- 245. Infanterie-Division
- 17. Luftwaffen-Feld-Division
- 711. Infanterie-Division

15 juin 1944
- 245. Infanterie-Division
- 17. Luftwaffen-Feld-Division
- 711. Infanterie-Division
- 346. Infanterie-Division
- 21. Panzer-Division

Août 1944
- 85. Infanterie-Division

9 septembre 1944
- 116. Panzer-Division
- 49. Infanterie-Division
- 275. Infanterie-Division
- Kampfgruppe 10e Panzerdivision SS Frundsberg

2 octobre 1944
- 12. Infanterie-Division
- 246. Volks-Grenadier-Division
- 49. Infanterie-Division
- 183. Volks-Grenadier-Division

13 novembre 1944
- 246. Volks-Grenadier-Division
- 3. Panzergrenadier-Division
- 12. Volks-Grenadier-Division

16 décembre 1944
- 246. Volks-Grenadier-Division
- 47. Volks-Grenadier-Division
- 363. Volks-Grenadier-Division

31 décembre 1944
- 363. Volks-Grenadier-Division
- 47. Volks-Grenadier-Division
- 353. Infanterie-Division

21 janvier 1945
- 363. Volks-Grenadier-Division
- 353. Infanterie-Division
- 85. Infanterie-Division

1er mars 1945
- 11. Panzer-Division
- 59. Infanterie-Division
- 363. Volks-Grenadier-Division
- 9. Panzer-Division
- Divisionsstab 476

12 avril 1945
- Panzer-Brigade 106
- Gruppe Würtz
- Kampfgruppe Scherzer

## Sources
- (de) LXXXIe Armeekorps sur lexikon-der-wehrmacht.de